# Turdus viscivorus
La tordela o tordella (Turdus viscivorus Linnaeus, 1758) è un uccello della famiglia dei Turdidi
La tordela è il più grosso dei Turdidi. Le sue parti superiori sono di colore grigio-marrone, quelle inferiori presentano una colorazione di fondo biancastra con sfumature di colore camoscio-dorato. Monogamo e territoriale, il maschio è aggressivo e attacca gli intrusi nella sua area di riproduzione, compresi rapaci e corvidi. Conduce vita solitaria e di coppia, tranne che durante la migrazione autunnale, ed è generalmente piuttosto asociale, litigioso e intollerante in pastura. Ricerca il cibo nelle radure e nelle zone erbose, dove corre e saltella agilmente. Nelle aree di nidificazione si ciba prevalentemente di invertebrati, in quelle di svernamento di frutti e bacche. Golosa dei frutti del vischio (donde il nome), contribuisce alla propagazione di questa pianta parassita. Da aprile a luglio, la femmina costruisce il nido, incuba le uova e, aiutata dal maschio, alimenta i pulcini. Questi abbandonano il nido a due settimane e continuano ad essere alimentati dai genitori o dal solo maschio, se la femmina incuba una seconda covata.
Comprende tre sottospecie. La forma nominale occupa la maggior parte dell’Europa; a nord il suo areale di nidificazione si estende in Fennoscandia e in Russia, mentre a sud raggiunge il bacino del Mediterraneo, dove è presente anche la sottospecie deichleri, prevalentemente sedentaria. La terza sottospecie (bonapartei) è distribuita in Asia, raggiungendo a sud l’Iran e le montagne dell’Himalaya nord-occidentale. Frequenta soprattutto ambienti caratterizzati dalla presenza di distese erbose affiancate da alberi d’alto fusto e siepi, dove si possono trovare diversi tipi di bacche. Nell'area mediterranea, si trova più in collina e media montagna che in pianura. In Italia, la specie è parzialmente sedentaria, svernante, migratrice di doppio passo e nidifica da febbraio a maggio sulla fascia alto-collinare e montana delle Alpi e dell’Appennino. La specie è compresa nella categoria Rischio minimo della Lista Rossa IUCN delle specie minacciate.

## Descrizione

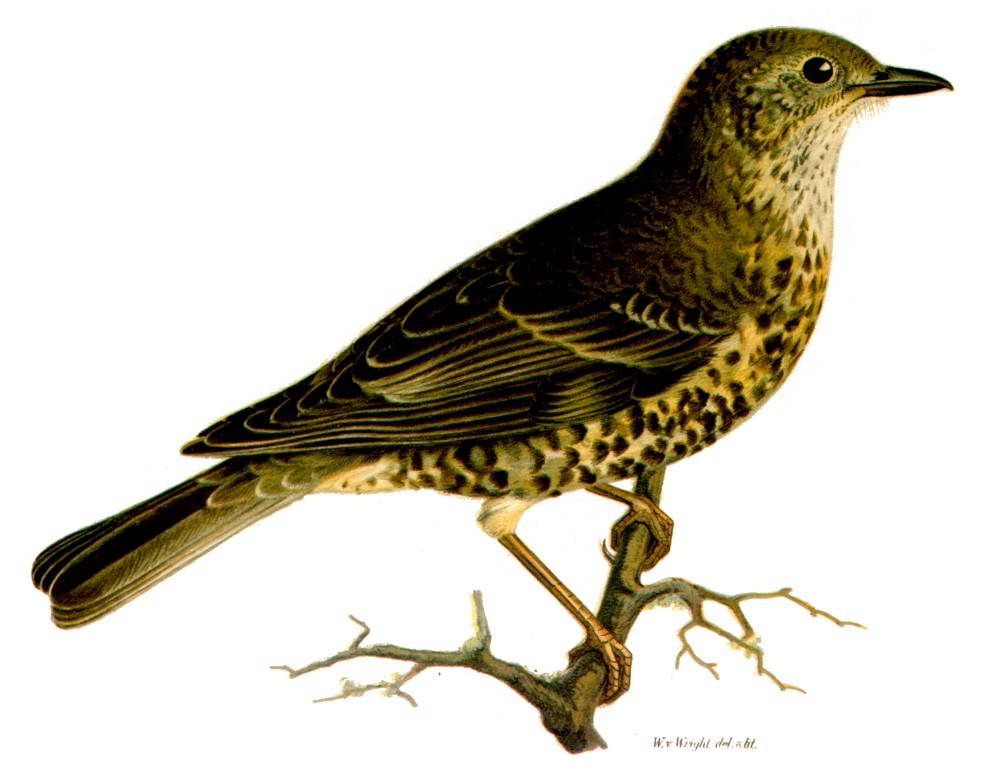
Tordela

La tordela ha portamento eretto, enfatizzato dalla lunghezza della coda e dalla robustezza di becco e zampe con lunghezza totale di 27 cm e un’apertura alare di 42-47 cm e un peso di 100-140 g. Le sue parti superiori sono di colore grigio-marrone (più chiara sul groppone), le parti inferiori presentano una colorazione di fondo biancastra, con sfumature di colore camoscio-dorato. Sul mento e sulla gola sono evidenti macchiette nerastre, che sul petto diventano più grandi e assumono una forma triangolare, mentre su addome, ventre e fianchi spiccano grandi macchiettature rotonde nerastre. La coda è marrone scuro, con le timoniere esterne bordate di bianco, come pure la parte terminale della coda. L’iride bruno-scuro risalta sull’anello bianco-camoscio del piumaggio circostante. Zampe e piedi sono di colore bruno-giallastro o bruno-oliva chiaro. Il becco è nerastro con un po' di giallo alla base, inferiormente. I sessi non presentano nessun dimorfismo. La tordela è più grande e più chiara del tordo bottaccio e ha macchie sul petto e sul ventre più scure
.

## Biologia
Ha una speranza di vita di tre anni, ma il suo ciclo vitale può superare i 21 anni, ambedue i sessi raggiungono la maturità sessuale a dodici mesi. Monogamo e territoriale, il maschio è aggressivo e attacca gli intrusi nella sua area di riproduzione, compresi rapaci e corvidi. Conduce vita solitaria e in coppia, tranne che durante la migrazione autunnale. È piuttosto asociale, litigioso e intollerante in pastura. Di indole sospettosa e accorta, al minimo allarme fugge con volo veloce e rettilineo, emettendo grida aspre e vibranti. Trascorre la notte sugli alberi, nei grossi cespugli di edera o tra il vischio. Di solito, vola all'altezza della cima degli alberi con battiti d'ala separati da brevi planate. Può essere confuso con i picchi o il cuculo per il modo di involarsi o quando vola a bassa quota. Se allarmato, muove a scatti le ali e la coda. Per quanto manifesti una spiccata tendenza all’indipendenza individuale, è abbastanza socievole e si sposta in piccoli gruppi familiari ben strutturati (con vedette sulle cime degli alberi, mentre il resto del gruppo si alimenta). Questo comportamento è simile a quello della cesena e del  sassello, che però si muovono in gruppi più grandi e meno organizzati.

### Alimentazione
La tordela preferisce ricercare il cibo nelle radure e nelle zone erbose, dove corre e saltella agilmente. La sua dieta, simile a quella dei suoi congeneri, varia a seconda della stagione: nelle aree di nidificazione si ciba di invertebrati quali insetti e loro larve (cavallette, farfalle, formiche e grilli), anellidi, molluschi, crostacei e ragni. Nelle aree di svernamento, la sua dieta comprende frutta e bacche come uva, agrifoglio, biancospino, ginepro, lampone, mora, olive, ribes, sambuco, sorbo e tasso, Golosa dei frutti del vischio, assieme alla capinera, rappresenta un importante mezzo di propagazione di questa pianta parassita. Le bacche di vischio si usano ancor oggi per preparare una sostanza vischiosa usata per l’uccellagione. La dieta dei pulcini è composta esclusivamente da invertebrati portati dai genitori.

### Riproduzione
È sessualmente maturo ad un anno di età. In pieno inverno, iniziano i primi corteggiamenti, che consistono in silenziosi inseguimenti della femmina da parte del maschio. Il possesso del territorio di nidificazione viene manifestato col canto e la sua difesa origina spesso dispute tra i maschi. Da aprile a luglio, ama nidificare alla biforcazione dei rami, quasi in cima agli alberi, raramente nei cespugli bassi, sul terreno e nelle crepe dei muri. L’orientamento è scelto in modo da assicurare il migliore soleggiamento del nido. Solo la femmina ha il compito di costruire il nido con paglia, radici e muschio, rafforzandolo con fango e foderandolo con erba secca. Le tre-cinque uova di colore azzurrino, blu verdastro o camoscio, picchiettato di marrone-rossastro o viola, con le macchie che si possono unire in un unico disegno sulla base più larga, sono incubate dalla femmina per circa due settimane ed il maschio la sostituisce solo occasionalmente. I pulcini vengono alimentati da entrambi i genitori e abbandonano il nido all’età di circa due settimane. Spesso il maschio continua a nutrire i piccoli da solo, mentre la femmina incuba una seconda covata. I piccoli rimangono due settimane nel nido e diventano indipendenti due settimane dopo l'involo. Compie due covate a partire dalla fine di febbraio-marzo in pianura e in aprile nelle zone montane.

### Voce
Il suo canto nuziale primaverile, molto limpido e forte, che può essere avvertito fino a due chilometri di distanza, con frasi formate tipicamente da tre-sei note piuttosto meno melodiose e monotone se paragonate a quelle del tordo bottaccio o del merlo, suona come chewee-trewuu ... trureetruuruu o simile. Quando è posata, produce un secco tuck-tuck-tuck, mentre in volo emette un ciurr ripetuto. Il grido di allarme assomiglia al suono della raganella trrrré, il verso di contatto suona come un tuk stridulo.

## Distribuzione, migrazioni e habitat

### Distribuzione
Comprende tre sottospecie. La forma nominale occupa la maggior parte dell’Europa; a nord l’areale di nidificazione si estende in Fennoscandia, sino alle regioni prive di vegetazione arborea, e in Russia, mentre a sud raggiunge la Spagna, l’Italia e la Grecia. In Corsica, Sardegna e in Nord Africa è presente la sottospecie deichleri, dal comportamento prevalentemente sedentario. La terza sottospecie (bonapartei) è distribuita in Asia e si spinge ad est, raggiungendo a sud l’Iran e le montagne dell’Himalaya nord-occidentale. L’areale di svernamento coincide sostanzialmente con la porzione più meridionale dell’areale di nidificazione e si estende dall’Europa centro-orientale al Nord Africa (soprattutto Marocco, Algeria e Tunisia).

### Migrazioni
Le popolazioni più nord-orientali sono migratrici, le altre sono sedentarie o dispersive. I principali quartieri di svernamento si trovano a sud dell’areale riproduttivo fino al bacino del Mediterraneo. La specie è comune in tutto il suo areale, ma più rara nella Russia Orientale, nei Balcani e in Germania. La sottospecie T. v. viscivorus è presente dalla Gran Bretagna alla Svezia sud-orientale e Norvegia, Finlandia, Russia occidentale, Spagna, Portogallo, l'Appennino, la Sicilia, più a est della Turchia, la Grecia, l'Iraq settentrionale e l'Iran nord-occidentale. La T. v. deichleri si trova nel nord del Marocco nelle montagne dell'Atlante, in parte nel nord dell'Algeria, nel nord-ovest della Tunisia, in Corsica e in Sardegna. La T. v. bonapartei è presente in Siberia, a sud-ovest del Lago Baikal, a est dell'Afghanistan, del Pakistan e dell'Himalaya dove può nidificare tra 1.800 e 3.900 metri; è presente in Nepal, nel sud del Kazakistan, nel sud del Turkmenistan e in particolare nel nord dell'Iran. Tra la fine di settembre e novembre sono attivi i flussi migratori verso i quartieri di svernamento e da febbraio a fine aprile verso i quartieri di nidificazione settentrionali.

### Habitat
La tordela è molto sensibile agli estremi climatici ed evita sia i terreni nevosi e ghiacciati, sia quelli aridi. Sui rilievi europei le maggiori densità si registrano tra i 700 e i 1.800 metri di altitudine. Frequenta soprattutto ambienti caratterizzati dalla presenza di distese erbose affiancate da alberi d’alto fusto e siepi, dove si possono trovare diversi tipi di bacche. Di rado, frequenta le vicinanze dei centri abitati, sebbene negli ultimi anni e in modo localizzato, abbia cominciato a occupare giardini e parchi urbani. Nell'area mediterranea si trova più in collina e media montagna che in pianura, ma anche qui evita zone boschive eccessivamente fitte. In inverno, utilizza preferenzialmente prati delimitati da ampie siepi e spazi aperti di media altitudine. Nei Paesi mediterranei, effettua spostamenti in altitudine piuttosto che in latitudine. In Marocco, Algeria e Tunisia nidifica ad altitudini elevate (1.500 - 2.700 metri), preferendo le foreste di ginepro, quercia, cedro, pino e i palmeti. Durante inverni particolarmente rigidi può svernare anche sul delta del Nilo.

## Predatori e parassiti
È predata da vari rapaci tra cui l’aquila, la civetta, il falco pellegrino, il gheppio, il nibbio, la poiana, lo sparviero e dai corvidi, che si cibano delle sue uova e dei pulcini. Tra i parassiti esterni, prevalgono gli acari, le pulci e le zecche; i parassiti interni e i patogeni comprendono vermi piatti e rotondi,  Haemopterus, Leucocytozoon, Menacanthus, Passerilepis, Philopterus, Plasmodium e Trypanosoma. È, inoltre, parassitata dal cuculo.

## Status e conservazione
La popolazione mondiale di questa specie è tentativamente stimata in 13.750.000 - 29.800.000 individui. La popolazione europea, che sarebbe rappresentata da 8.250.000 – 17.900.000 individui, ovvero il 60% della popolazione globale, ha consistenza e diffusione estremamente ampie e si ritiene che il declino non sia sufficientemente rapido per avvicinarsi alle soglie di vulnerabilità. Le tendenze attuali consentono, dunque, di classificare le specie nella categoria Rischio minimo della Lista Rossa IUCN delle specie minacciate. Il più importante fattore di rischio è rappresentato dalla trasformazione degli habitat nelle zone di nidificazione. Ad esempio, le popolazioni finlandesi hanno subito l'abbattimento di antiche foreste a causa delle moderne pratiche forestali. Inoltre, studi condotti nei Paesi Bassi hanno mostrato fluttuazioni nel numero della popolazione a causa del rigido clima invernale. Inoltre, gli insetticidi rappresentano probabilmente una minaccia grave.

## Rapporti con l'uomo
Alcuni paesi hanno emesso francobolli con l’immagine della tordela: Bahrein, Bulgaria, Guernsey e Jersey.

## In Italia
La specie è nidificante, parzialmente sedentaria, migratrice e svernante. Gli uccelli provengono dall’Europa settentrionale e centrale, nonché dall’area balcanica tra marzo e metà aprile. Il transito autunnale si verifica principalmente nei mesi di ottobre e novembre. È nidificante da febbraio a maggio sulla fascia alto-collinare e montana delle Alpi e dell’Appennino, con massimi valori di densità tra i 700 e i 2.000 metri di altitudine, mentre è presente solo localmente sui rilievi montuosi delle isole maggiori. Persiste in modo localizzato nella pianura romagnola, in un’area centrata nel comprensorio di Lugo (RA), quale relitto di una più ampia e antica popolazione nidificante in coltivazioni di peschi e peri. Di recente, nell’Italia centro-meridionale è stata registrata come nidificante a livello del mare nella provincia di Teramo e nella parte settentrionale della provincia di Bari, anche in ambiente fortemente antropizzato, tra oliveti e mandorleti, nonché all’interno dei giardini. Sverna in un territorio più ampio rispetto a quello di nidificazione; talvolta, abbandona l’ambiente d’alta quota per trasferirsi lungo le vallate e le pianure, conservando la predilezione per i margini dei boschi in continuità con le distese erbose o i terreni coltivati (frutteti).
L'areale della specie, in Italia, è vasto e la popolazione italiana, stimata in 100.000 - 200.000 individui maturi, è risultata stabile nel periodo 2000 - 2010 e viene classificata come Minore Preoccupazione. Trasformazione dell'habitat di nidificazione e alimentazione e uccisioni illegali rappresentano i principali pericoli per la sua sopravvivenza.

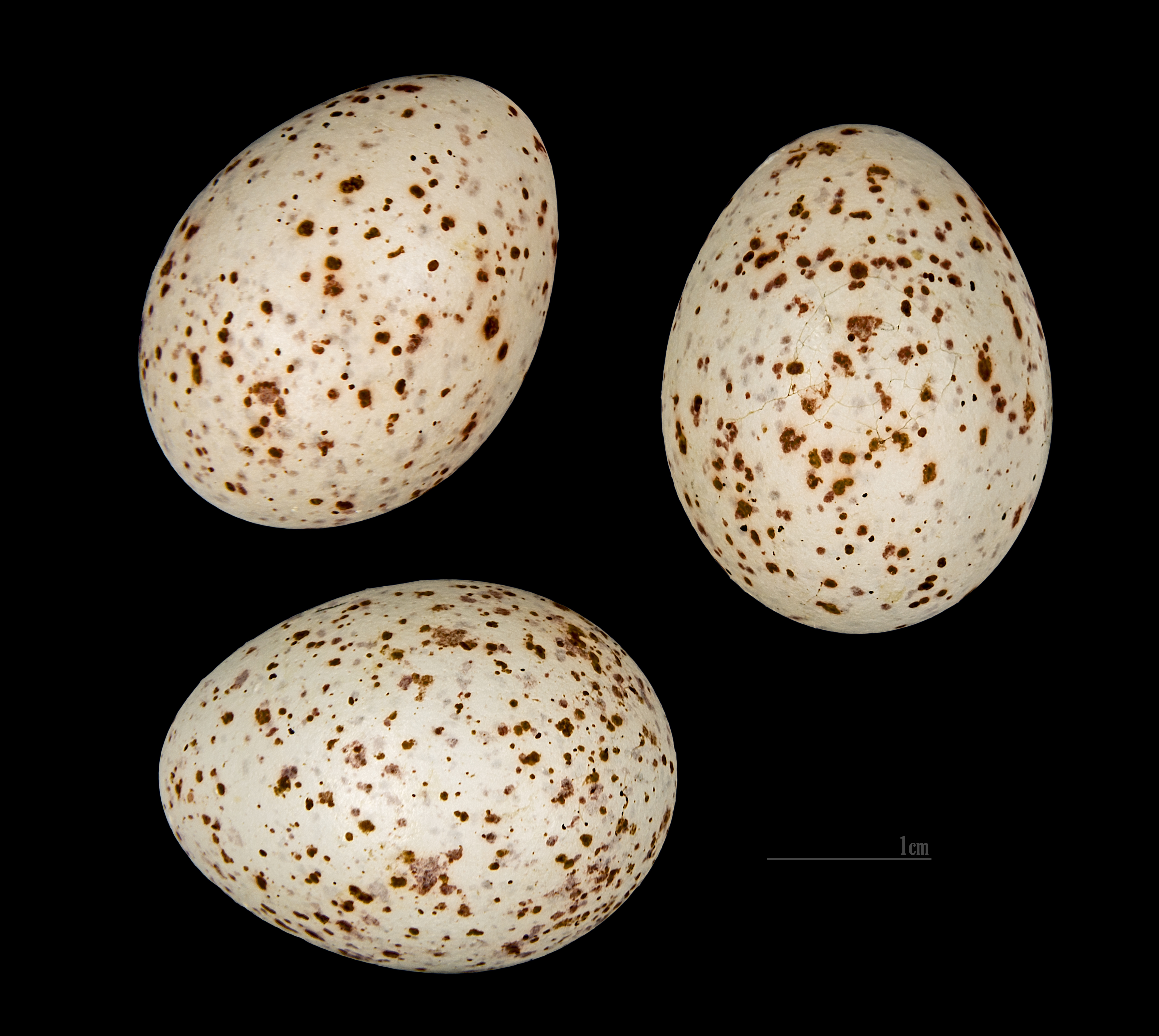
Turdus viscivorus

## Sistematica
Della tordela sono conosciute tre sottospecie:
- T. v. deichleri Erlanger (1897)  - Africa settentrionale e orientale, Corsica e Sardegna.
- T. v. viscivorus Linnaeus (1758) - da Europa a Siberia occidentale e Iran settentrionale.
- T. v. bonapartei Cabanis (1860)  - da Asia centro-meridionale a Turkmenistan e Nepal occidentale.